# Skinny boy
Skinny boy is het eerste soloalbum van Robert Lamm. De titel grijpt terug op een lied dat Lamm schreef voor Chicago VII, een van de meest vooruitstrevende albums van Lamms band Chicago. Zowel album als nummer dateren nog voor de grootste successen van die band in Europa en in lichtere mate de Verenigde Staten. Het album is wel (deels) opgenomen in de Caribou Ranch geluidsstudio in Nederland (Colorado), maar niet onder leiding van de vaste muziekproducent van Chicago James Guercio. Na dit album bereikte Chicago wereldhits, zodat het een tijd duurde voordat er een nieuw soloalbum verscheen.

## Musici
Lamm schakelde bij zijn soloalbum geen andere leden van Chicago in, behalve Terry Kath. Kath was de gitarist van Chicago, maar speelt hier basgitaar. Ross Salomone en Alan DeCarlo waren afkomstig uit de band Madura, een fusion spelende band, die net als Chicago viel onder de producer James Guercio. Guille Garcia speelde al mee op Chicago VII.
- Robert Lamm – toetsinstrumenten, zang
- Terry Kath – basgitaar, akoestische gitaar
- Ross Salomone – slagwerk
- Alan de Carlo – akoestische gitaar
- Guille Garcia – percussie
- James Vincent – gitaar
- The Pointer Sisters – zang Skinny boy
- Orkest o.l.v. William Calbello

## Muziek
| Nr. | Titel                            | Duur |
| --- | -------------------------------- | ---- |
| 1.  | Temporary Jones                  | 3:30 |
| 2.  | Love song                        | 3:10 |
| 3.  | Crazy way to spend a year        | 3:22 |
| 4.  | Until the time runs out          | 2:26 |
| 5.  | Skinny boy                       | 4:30 |
| 6.  | One step forward, two steps back | 3:10 |
| 7.  | Fireplace and ivy                | 3:40 |
| 8.  | Someday I’m gonna go             | 1:40 |
| 9.  | A lifetime we                    | 3:10 |
| 10. | City living                      | 2:30 |
| 11. | Crazy brother John               | 2:46 |

Toen Chicago Columbia Records verliet voor Warner Brothers werd het album uit de handel genomen. Het kwam veel later weer uit op het eigen platenlabel van Robert Lamm, aangevuld met een aantal bonustracks (Skinny boy 2.0).